# Џофри Баратеон
Џофри Баратеон (енгл. Joffrey Baratheon) је измишљени лик из серије епских фантастичних романа Песма леда и ватре америчког аутора Џорџа Р. Р. Мартина и њене телевизијске адаптације на HBO-у, Игре престола. Представљен је у роману Игра престола 1996. године, а касније се појављује у романима Судар краљева (1998) и Олуја мачева (2000).
Џофри је званично најстарији син и наследник краља Роберта Баратеона и његове супруге Серсеи Ланистер, али је заправо најстарије дете Серсеи и њеног брата близанца Џејмија Ланистера. Џофри наслеђује престо након Робертове смрти, што, заједно са његовом одлуком да погуби лорда Неда Старка од Зимоврела, покреће рат у Вестеросу познат као Рат пет краљева. Описан је као размажен, садистички силеџија и често мучи своју породицу, као и Сансу Старк, са којом је верен у првом роману. Касније се жени Маргери Тирел, али је отрован током свог свадбеног пријема. Џофријева смрт се назива Љубичасто венчање.
Џофрија је тумачио ирски глумац Џек Глисон у ТВ серији Игра престола. За тумачење лика, добио је међународно признање и похвале критичара.